# Дюпкун
Дюпку́н — проточное озеро тектонического происхождения в Красноярском крае России, располагается на границе Эвенкийского и Таймырского Долгано-Ненецкого районов.
Озеро Дюпкун находится на высоте 109 м над уровнем моря, занимая дно долины на юго-западной окраине плато Путорана. Его площадь составляет 199 км², площадь водосборного бассейна — 27700 км². Длина озера — 125 км, ширина — 2,5 км. Питание снеговое и дождевое. Через Дюпкун протекает среднее течение реки Курейка (правый приток Енисея).
Близ южного берега — Тальниковый водопад, предположительно самый высокий в России.
Код водного объекта в государственном водном реестре — 17010800111116100004452.